# Giovanni Hiwat
Giovanni Hiwat (* 11. listopadu 1993, Zwolle, Nizozemsko) je nizozemský fotbalový útočník, v současné době hráč klubu Sparta Rotterdam.

## Klubová kariéra
V Nizozemsku nejprve profesionálně působil v PEC Zwolle, kde dříve hrával v mládežnických týmech. S klubem postoupil v sezóně 2011/12 do Eredivisie a během sezony 2013/14 zde vyhrál nizozemský fotbalový pohár (KNVB beker), první v historii klubu. 

Na jaře 2013 hostoval v SC Cambuur, kterému taktéž pomohl k postupu do Eredivisie. V červenci 2014 přestoupil do rotterdamské Sparty, podepsal dvouletý kontrakt.